# John O’Neil (amerykański rugbysta)
John Thomas O’Neil (ur. 4 października 1898 w Faulkton, zm. 25 marca 1950 w Los Angeles) – amerykański sportowiec, olimpijczyk, zdobywca złotych medali w rugby union na igrzyskach w Antwerpii 1920 i w Paryżu 1924.

## Życiorys

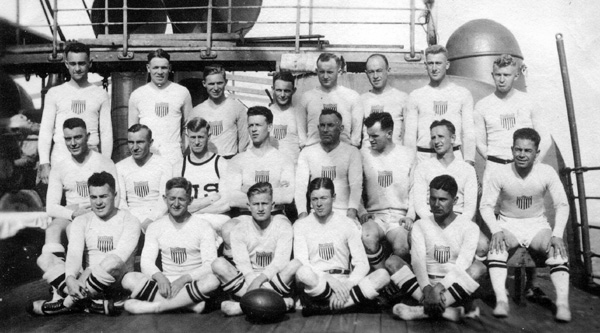
Olimpijska drużyna USA z 1920 roku

Podczas studiów na Santa Clara University występował w barwach Santa Clara Broncos.
Z reprezentacją Stanów Zjednoczonych dwukrotnie uczestniczył w igrzyskach olimpijskich. W turnieju rugby union na Letnich Igrzyskach Olimpijskich 1920 złożona w większości ze studentów uniwersytetów Santa Clara, Berkeley i Stanford amerykańska drużyna pokonała faworyzowanych Francuzów 8–0 w spotkaniu rozegranym 5 września 1920 roku na Stadionie Olimpijskim. Jako że był to jedyny mecz rozegrany podczas tych zawodów, oznaczało to zdobycie złotego medalu przez zawodników z Ameryki Północnej. Wziął również udział w turnieju rugby union na Letnich Igrzyskach Olimpijskich 1924. Wystąpił w obu meczach tych zawodów, w których Amerykanie na Stade de Colombes pokonali 11 maja Rumunię 37–0, a tydzień później Francję 17–3. Wygrywając oba pojedynki Amerykanie zwyciężyli w turnieju zdobywając tym samym złote medale igrzysk.
W reprezentacji USA w latach 1920–1924 rozegrał łącznie cztery spotkania nie zdobywając punktów. Prócz trzech meczów w turniejach olimpijskich zagrał także przeciw Francuzom 10 października 1920 roku.
W latach dwudziestych wraz z bratem Louisem działali w przemyśle petrochemicznym w okolicach Sunburnst i Cat Creek w Montanie.
Wraz z pozostałymi amerykańskimi złotymi medalistami w rugby union został w 2012 roku przyjęty do IRB Hall of Fame.